# Coloncareverpleegkundige
Een coloncareverpleegkundige is een verpleegkundige met een vervolgopleiding die patiënten met dikkedarmkanker begeleidt.

## Functies
Een coloncareverpleegkundige begeleidt patiënten met, waarbij dikke darmkanker gediagnosticeerd en licht deze patiënten voor over de aandoening, medicatie en behandeling. De coloncareverpleegkundige werkt hiervoor nauw samen met de MDL-arts, internist, oncoloog en chirurg.
Een coloncareverpleegkundige heeft een eigen spreekkamer op de polikliniek en zal dus alleen op de verpleegafdeling te vinden zijn om een opgenomen patiënt voor te lichten.

## Opleiding

### Nederland
Na het behalen van het diploma verpleegkunde kan een hbo-opleiding tot coloncareverpleegkundige worden gevolgd.
Lijst van verpleegkundige specialisaties · portaal · afbeeldingen